# Mesoligia aethalodes
Mesoligia aethalodes là một loài bướm đêm trong họ Noctuidae.